# 阿林微鰭蛇鰻
阿林微鰭蛇鰻，為輻鰭魚綱鰻鱺目糯鰻亞目蛇鰻科的其中一種，分布於西大西洋區，從加勒比海至巴西海域，棲息深度可達12公尺，體長可達71公分，棲息在沙底質、海草生長的海域，屬肉食性，生活習性不明。

## 擴展閱讀
維基物種上的相關：阿林微鰭蛇鰻